# Pamětní medaile 10. výročí hlavního města Astany
Pamětní medaile 10. výročí hlavního města Astany (kazašsky жыл Астана) je státní vyznamenání Kazachstánu založené roku 2008. Udělena mohla být jak občanům Kazachstánu tak i cizincům za jejich přínos pro republiku a její hlavní město.

## Historie
Pamětní medaile byla založena dekretem prezidenta republiky Nursultana Nazarbajeva dne 6. května 2008 u příležitosti desátého výročí povýšení Astany na hlavní město Kazachstánu.

## Pravidla udílení
Medaile je udílena občanům Kazachstánu i cizím státním příslušníkům za jejich významný přínos k formování a rozvoji Kazachstánské republiky a jejího hlavního města. Nominace na udělení vyznamenání jsou předkládány ke schválení prezidentu republiky, který následně medaile udílí. V některých případech může být předána i jiným politikem či státním úředníkem, ale vždy je udílena jménem prezidenta. Předávání medailí probíhá při slavnostním ceremoniálu, kdy jejímu předání předchází veřejné vyhlášení prezidentského dekretu o jejím udělení. Spolu s medailí je příjemci předáno také osvědčení o udělení vyznamenání.

## Popis medaile
Medaile ve tvaru pravidelného mnohostěnu o průměru 40 mm je vyrobena z mosazi. Na přední straně jsou v cípech pravidelného osmistěnu motivy národního ornamentu. Mezi těmito cípy jsou shluky pěti paprsků symbolizujících slunce. Uprostřed je kulatý medailon v jehož levé horní části je nápis 10 ЖЫЛ АСТАНА. Ve zbývající části medailonu je vyobrazena rezidence prezidenta Kazašské republiky zvaná Akorda a památník nacházející se v Astaně zvaný Bajterek. Na zadní straně je v kruhovém medailonu nápis na třech řádcích ҚАЗАҚСТАН РЕСПУБЛИКАСЫ 2008. Pod nápisem je kazašský národní ornament.
Stuhou z hedvábného moaré je potažena kovová destička ve tvaru šestiúhelníku, který je vysoký 50 mm a široký 32 mm. Stuha sestává z červeného pruhu o šířce 7 mm, na který navazuje žlutý pruh široký 3 mm a modrý pruh široký 22 mm. Na zadní straně stuhy je špendlík, který slouží k připevnění medaile k oděvu.

Medaile se nosí na stužce nalevo na hrudi. V přítomnosti dalších kazašských řádů je umístěna za nimi. Medaile byly vyráběny v kazachstánském městě Öskemen.

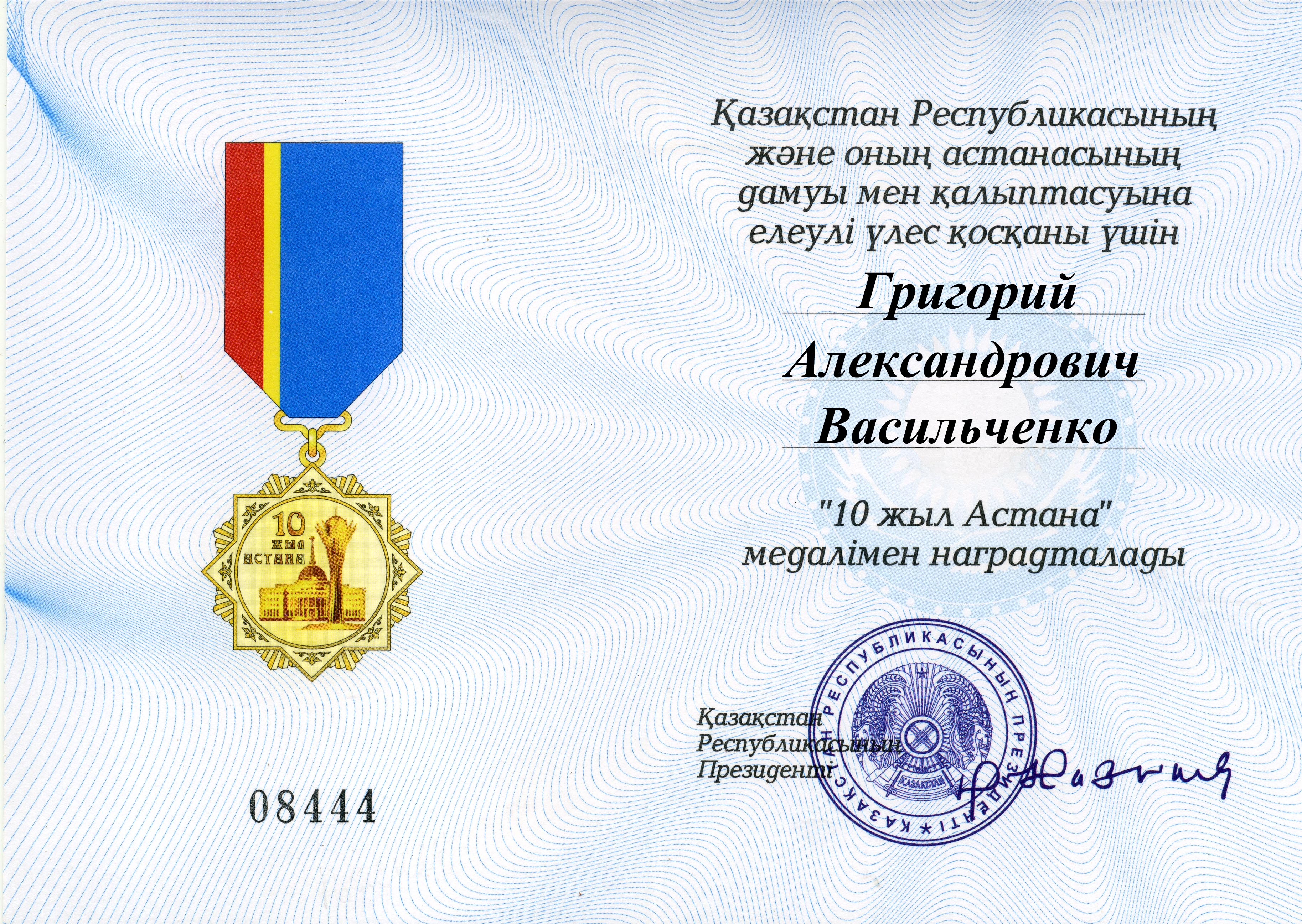
Osvědčení o udělení medaile
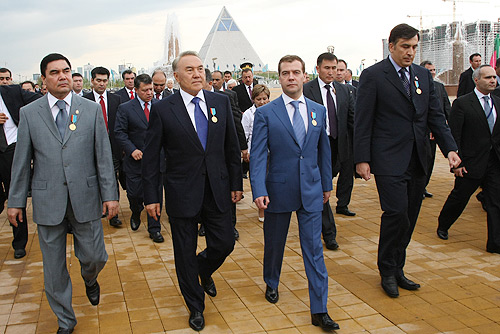
G. Berdimuhamedow, N. Nazarbajev, D. Medveděv a M. Saakašvili s připnutými medailemi během oslav desátého výročí Astany